# Vaulnaveys-le-Bas
Vaulnaveys-le-Bas è un comune francese di 1 214 abitanti situato nel dipartimento dell'Isère della regione dell'Alvernia-Rodano-Alpi.

## Società

### Evoluzione demografica
Abitanti censiti